# Abinkro
Abinkro (ou Abeng Koro) est un village du Cameroun, à la frontière avec le Tchad. Il est situé dans la commune de Blangoua, du département de Logone-et-Chari, qui borde le lac Tchad dans la région de l'Extrême-Nord.

## Population
Lors du recensement de 2005, on y a dénombré 494 personnes.